# 西馬越
西馬越（にしうまこし）は、新潟県新潟市中央区の町字。丁番を持たない単独町名であり、住居表示実施済み区域。郵便番号は950-0866。

## 概要
1968年（昭和43年）から現在の町名。もとは1919年（大正8年）から1987年（昭和62年）まであった新潟市字馬越の区域の一部。

### 隣接する町字
北から東回り順に、以下の町字と隣接する。
- 笹口
- 鏡が岡

※新栗ノ木川を挟んで本馬越と隣接。

## 歴史
- 1968年（昭和43年） : 新潟市字馬越の一部から分立。
- 2007年（平成19年）4月1日 : 新潟市の政令指定都市移行により、中央区の町丁となる。

## 世帯数と人口
2018年（平成30年）1月31日現在の世帯数と人口は以下の通りである。
| 町丁   | 世帯数 | 人口  |
| ------ | ------ | ----- |
| 西馬越 | 93世帯 | 242人 |

## 小・中学校の学区
市立小・中学校に通う場合、学区は以下の通りとなる。
| 番地 | 小学校             | 中学校               |
| ---- | ------------------ | -------------------- |
| 全域 | 新潟市立沼垂小学校 | 新潟市立東新潟中学校 |

## 交通
- 国道7号（栗ノ木バイパス）